# NGC 3430
NGC 3430 este o galaxie spirală situată în constelația Leul Mic. A fost descoperită în 7 decembrie 1785 de către William Herschel. Se află la o distanță de 30,76 de megaparseci de Pământ.